# Ernesto Dias de Castro
Ernesto Dias de Castro (Bagé, 13 de março de 1873 - São Paulo, 15 de novembro de 1955) foi um engenheiro e empresário brasileiro.
Foi presidente da Associação Comercial de São Paulo (ACSP) entre 1917 e 1920.

## Biografia
Filho de Pedro Dias de Castro e Elíbia Antunes Maciel.
Cursou a Escola Militar do Rio Grande do Sul aos 17 anos e durante um período de aproximadamente cinco anos, Ernesto esteve ligado à referida escola militar, passando pela Revolução Federalista, o que o levou a ser transferido para Montevidéu. Regressou ao Rio Grande do Sul somente após passado o conflito.
Engenheiro civil formado pela Escola Politécnica da Universidade de São Paulo em 1899, Ernesto de Castro foi professor do estado de São Paulo, participou da administração do Banco Mercantil de São Paulo e presidente da empresa Dias de Castro S.A. Comercial & Importadora (a maior importadora de materiais de construção da época) e diretor presidente da Serraria Azevedo Miranda S.A.
Entre 1917 e 1920 foi presidente da ACSP no período em que esta entidade, então identificada como Associação Comercial e Agrícola de São Paulo, fundiu-se com o Centro do Comércio e Industria de São Paulo, tornando-se na atual Associação Comercial de São Paulo. O seu mandato foi marcado pelos problemas que o estado de São Paulo e o Brasil atravessaram com os eventos da Primeira Guerra Mundial e a epidemia de Gripe Espanhola de 1918.
Ernesto e sua esposa, Lúcia Azevedo Dias de Castro, foram os primeiros proprietários da residencia atualmente chamada de Casa das Rosas, edificação projetada e construída em 1928 por Francisco de Paula Ramos de Azevedo, pai de Lúcia.
Ernesto Dias de Castro faleceu no ano de 1955 aos 82 anos de idade.